# بروسون آخایی
بروسون آخایی (بروسون اهل آخا) (به انگلیسی: Bryson of Achaea،به یونانی:Βρύσων) از فیلسوفان یونان باستان است که حوالی سال های ۳۳۰ پیش از میلاد می زیست.
از زندگی او اطلاعات چندانی در دست نیست ، فقط گفته می‌شود که وی شاگرد استیلپو و کلینوماخوس بوده است ، اگر این گفته درست باشد باید وی را از فلاسفه مکتب مگارا به حساب آورد.
بروسون آخایی را نباید با بروسون هراکلیایی اشتباه گرفت. به احتمال فراوان این دو نام مربوط به دو فرد متفاوت می باشد که دومین آن ها یعنی بروسون هراکلیایی به احتمال فراوان یک سوفسطائی بود که همزمان با سقراط می زیست.